# 1970年のスポーツ
- 年度別スポーツ記事一覧

1970年のスポーツでは、1970年（昭和45年）のスポーツ関連の出来事についてまとめる。
1970年前後：1969年のスポーツ - 1970年のスポーツ - 1971年のスポーツ

## できごと
- 3月22日 - 第1回全日本女子プロボウリング選手権開催、中山律子優勝
- 3月31日 - 全日本スキー連盟、初めて国外に中学生選手を派遣
- 5月11日 - 日本山岳会エベレスト登山隊、エベレスト登頂成功
- 6月11日 - 第1回スポーツ傷害補償懇親会開催
- 8月30日 - 植村直己、世界初5大陸最高峰登頂
- 9月12日 - ニジンスキー、最後のイギリスクラシック三冠を無敗で達成
- 9月27日 - 沼田義明がラウル・ロハスをKOで破り、ボクシング世界Jライト級のタイトルを防衛した[1]
- 10月22日 - 大場政夫、ボクシング世界フライ級王者に
- 12月10日 - スポーツ安全協会設立
- 12月11日 - 柴田国明がボクシング世界フェザー級王者に

## 総合競技大会
- 第6回冬季ユニバーシアード（フィンランド・ロバニエミ・4月2日～9日） - 日本の獲得メダル：金0、銀0、銅3
- 第2回スペシャルオリンピックス夏季世界大会（シカゴ・8月13日～15日）
- 第6回夏季ユニバーシアード（イタリア・トリノ・8月26日～9月6日） - 日本の獲得メダル：金3、銀7、銅5
- 第6回アジア競技大会（バンコク・12月9日～20日） - 日本の獲得メダル：金74、銀47、銅23
- 第25回みちのく国体（冬季スケート - 長野県・1月24日～27日、冬季スキー - 北海道・2月18日～22日、夏季 - 岩手県・9月7日～10日、秋季 - 岩手県・10月10日～15日）
天皇杯順位：優勝 岩手県、第2位 東京都、第3位 大阪府
皇后杯順位：優勝 大阪府、第2位 東京都、第3位 岩手県

## アイスホッケー
- スタンレーカップ決勝（1969-1970シーズン）
ボストン・ブルーインズ （4戦全勝） セントルイス・ブルース

## アメリカンフットボール
- 第4回スーパーボウル（1月11日）
カンザスシティ・チーフス(AFL) 23-7 ミネソタ・バイキングズ(NFL)

## 大相撲
- 一月場所（蔵前国技館・11日～25日）
幕内最高優勝 : 北の富士勝昭（13勝2敗,3回目）
十両優勝 : 和晃敏郎（13勝2敗）
- 三月場所（大阪府立体育館・8日～22日）
幕内最高優勝 : 大鵬幸喜（14勝1敗,31回目）
十両優勝 : 大受久晃（14勝1敗）
- 五月場所（蔵前国技館・10日～24日）
幕内最高優勝 : 北の富士勝昭（14勝1敗,4回目）
十両優勝 : 金剛正裕（12勝3敗）
- 七月場所（愛知県体育館・5日～19日）
幕内最高優勝 : 北の富士勝昭（13勝2敗,5回目）
十両優勝 : 金剛正裕（12勝3敗）
- 九月場所（蔵前国技館・13日～27日）
幕内最高優勝 : 玉の海正洋(14勝1敗,3回目）
十両優勝 : 輪島博（13勝2敗）
- 十一月場所（福岡スポーツセンター・15日～29日）
幕内最高優勝 : 玉の海正洋（14勝1敗,4回目）
十両優勝 : 長浜広光（11勝4敗）
- 年間最優秀力士賞：北の富士勝昭(75勝15敗）
- 年間最多勝：北の富士勝昭・玉の海正洋(75勝15敗）

## 競馬
- タニノムーティエが、日本ダービーで優勝した[2]。
- ニジンスキーが、イギリスクラシック三冠を無敗のまま制覇した。

## ゴルフ

### 男子メジャー大会
- マスターズ優勝者：ビリー・キャスパー（アメリカ）
- 全米オープン優勝者：トニー・ジャクリン（イギリス）
- 全英オープン優勝者：ジャック・ニクラス（アメリカ）
- 全米プロゴルフ優勝者：デーブ・ストックトン（アメリカ）

### 女子メジャー大会
- 全米女子プロゴルフ優勝者：シャーリー・エンゲルホーン（アメリカ）
- 全米女子オープン優勝者：ドナ・カポニ（アメリカ）

## サッカー
- 第9回FIFAワールドカップ決勝（メキシコ・6月21日）
ブラジル 4-1 イタリア
- 第49回天皇杯全日本サッカー選手権大会決勝（1月1日）
東洋工業 4-1 立教大学
- 第6回日本サッカーリーグ
優勝:東洋工業

## 自転車競技

### ロードレース
- 第53回ジロ・デ・イタリア
総合優勝：エディ・メルクス（ベルギー）
- 第57回ツール・ド・フランス
総合優勝：エディ・メルクス（ベルギー）
- 第25回ブエルタ・ア・エスパーニャ
総合優勝：ルイス・オカーニャ（スペイン）
- メルクスが、史上3人目のダブルツールを達成する。

## テニス

### グランドスラム
- 全豪オープン　男子単優勝：アーサー・アッシュ（アメリカ）、女子単優勝：マーガレット・スミス・コート（オーストラリア）
- 全仏オープン　男子単優勝：ヤン・コデシュ（チェコスロバキア）、女子単優勝：マーガレット・スミス・コート（オーストラリア）
- ウィンブルドン　男子単優勝：ジョン・ニューカム（オーストラリア）、女子単優勝：マーガレット・スミス・コート（オーストラリア）
- 全米オープン　男子単優勝：ケン・ローズウォール（オーストラリア）、女子単優勝：マーガレット・スミス・コート（オーストラリア）

マーガレット・コート夫人が、1953年のモーリーン・コノリー以来女子2人目となる年間グランドスラムを達成。

## バスケットボール
- NBAファイナル（1969-1970シーズン）
ニューヨーク・ニックス（東） （4勝3敗） ロサンゼルス・レイカーズ（西）

## ボクシング
- 沼田義明がラウル・ロハス（アメリカ）を5ラウンドKOで破り、ボクシング世界Jライト級のタイトル初防衛を果たした。
- 大場政夫が、王者チャルバンチャイ（タイ）を13ラウンドKOで下し、ボクシング世界フライ級のタイトルを獲得した[3]。
- 小林弘が西城正三に判定勝ち。世界王者同士のノンタイトル戦だった[4]。
- 柴田国明が、王者ビセンテ・サルディバル（メキシコ）を13ラウンドTKOで破り、ボクシング世界フェザー級のタイトルを獲得した[5]。

## ラグビー
- 第7回日本ラグビーフットボール選手権大会（秩父宮ラグビー場・1月15日）
日本体育大学 29-13 富士製鉄釜石

## 陸上競技

### 駅伝
- 第46回東京箱根間往復大学駅伝競走
総合優勝：日本体育大学 11時間31分21秒
往路優勝：日本体育大学 5時間48分25秒
復路優勝：日本体育大学 5時間42分56秒

## 誕生
- 1月8日 - 荻野正二（福井県、バレーボール）
- 1月12日 - 澤登正朗（静岡県、サッカー）
- 1月13日 - マルコ・パンターニ（イタリア、自転車競技、+2004年）
- 1月13日 - 鈴木健（埼玉県、野球）
- 1月29日 - 伊東浩司（兵庫県、陸上競技）
- 2月4日 - 吉原知子（北海道、バレーボール）
- 2月8日 - アロンゾ・モーニング（アメリカ、バスケットボール）
- 2月14日 - 斎藤隆（宮城県、野球）
- 2月27日 - ケント・デザーモ（アメリカ、競馬）
- 3月4日 - アレックス・クリビーレ（スペイン、オートバイレーサー）
- 3月6日 - 高阪剛（滋賀県、格闘家）
- 3月10日 - 石川康（ボリビア、サッカー）
- 3月12日 - 鬼塚勝也（福岡県、ボクシング）
- 3月19日 - ミハエル・クルム（ドイツ、レーシングドライバー）
- 3月22日 - 黄永祚（韓国、マラソン）
- 3月27日 - 川島郭志（徳島県、ボクシング）
- 4月7日 - 赤堀元之（静岡県、野球）
- 4月14日 - リシャール・サンク（フランス、オートバイレーサー、+2004年）
- 4月15日 - 江藤智（東京都、野球）
- 4月17日 - 萩原美樹子（福島県、バスケットボール）
- 4月18日 - 佐伯貴弘（大阪府、野球）
- 4月19日 - ケリー・ホームズ（イギリス、陸上競技）
- 4月22日 - アンドレア・ジャーニ（イタリア、バレーボール）
- 4月29日 - アンドレ・アガシ（アメリカ、テニス）
- 5月2日 - 後閑信一（群馬県、競輪）
- 5月8日 - ルイス・エンリケ（スペイン、サッカー）
- 5月12日 - マイク・ウェア（カナダ、ゴルフ）
- 5月12日 - ジム・フューリク（アメリカ、ゴルフ）
- 5月14日 - 下川健一（岐阜県、サッカー）
- 5月15日 - 辰吉丈一郎（岡山県、ボクシング）
- 5月16日 - ガブリエラ・サバティーニ（アルゼンチン、テニス）
- 5月31日 - 杉浦貴（愛知県、プロレス）
- 6月2日 - 西川大輔（大阪府、体操競技）
- 6月4日 - デボラ・コンパニョーニ（イタリア、アルペンスキー）
- 6月7日 - カフー（ブラジル、サッカー）
- 6月7日 - 大神友明（広島県、サッカー）
- 6月14日 - 原田哲也（千葉県、オートバイレーサー）
- 6月15日 - 吉岡稔真（福岡県、競輪）
- 6月16日 - フィル・ミケルソン（アメリカ、ゴルフ）
- 6月30日 - マーク・グルジラネック（アメリカ、野球）
- 7月17日 - 佐古賢一（神奈川県、バスケットボール）
- 7月26日 - 内田博幸（福岡県、競馬）
- 7月28日 - 出羽嵐大輔（長崎県、相撲）
- 8月6日 - 秋田豊（愛知県、サッカー）
- 8月17日 - ジム・クーリエ（アメリカ、テニス）
- 8月25日 - 石井琢朗（栃木県、野球）
- 8月27日 - ジム・トーミ（アメリカ、野球）
- 8月30日 - パウロ・ソウザ（ポルトガル、サッカー）
- 9月1日 - 斎藤浩哉（北海道、スキージャンプ）
- 9月14日 - 小島聡（東京都、プロレス）
- 9月17日 - エジウソン・ダ・シルバ・フェレイラ（ブラジル、サッカー）
- 9月17日 - 佐藤哲三（大阪府、競馬）
- 9月17日 - 山路典子（兵庫県、ソフトボール）
- 9月22日 - エマニュエル・プティ（フランス、サッカー）
- 9月25日 - アジャ・コング（東京都、プロレス）
- 9月26日 - 池谷幸雄（大阪府、体操競技）
- 9月28日 - 伊達公子（京都府、テニス）
- 9月29日 - TAJIRI（熊本県、プロレス）
- 9月30日 - 南克幸（宮崎県、バレーボール）
- 10月9日 - アニカ・ソレンスタム（スウェーデン、ゴルフ）
- 10月10日 - 村上睦子（愛知県、バスケットボール）
- 10月16日 - 藤田和之（千葉県、プロレス）
- 10月22日 - 中村佳央（福岡県、柔道）
- 10月24日 - 木村公宣（青森県、アルペンスキー）
- 10月25日 - ピーター・アーツ（オランダ、格闘家）
- 10月26日 - 岡部孝信（北海道、スキージャンプ）
- 10月29日 - エトヴィン・ファン・デル・サール（オランダ、サッカー）
- 11月5日 - 宮本慎也（大阪府、野球）
- 11月12日 - トーニャ・ハーディング（アメリカ、フィギュアスケート）
- 11月15日 - パトリック・エムボマ（カメルーン、サッカー）
- 11月18日 - 角田晃一（鳥取県、競馬）
- 11月30日 - 小林宏（広島県、野球）
- 12月12日 - ウィルソン・キプケテル（ケニア→デンマーク、陸上競技）
- 12月14日 - ウラジミール・グルビッチ（セルビア・モンテネグロ、バレーボール）
- 12月15日 - ランフランコ・デットーリ（イタリア、競馬）
- 12月21日 - 谷繁元信（広島県、野球）

## 死去
- 2月1日 - ウジェーヌ・クリストフ（フランス、自転車競技、*1885年）
- 2月5日 - ルディ・ヨーク（アメリカ、野球、*1913年）
- 2月22日 - ドラ・ブースビー（イギリス、テニス、*1881年）
- 6月21日 - ピアス・カレッジ（イギリス、レーシングドライバー、*1942年）
- 7月28日 - 冠松次郎（東京都、登山家、*1883年）
- 8月5日 - 蛯名武五郎（青森県、競馬、*1918年）
- 8月9日 - 飯島滋弥（千葉県、野球、*1919年）
- 9月3日 - ヴィンス・ロンバルディ（アメリカ、アメリカンフットボール、*1913年）
- 9月5日 - ヨッヘン・リント（オーストリア、レーシングドライバー、*1942年）
- 10月21日 - エーリッヒ・ラーデマッハー（ドイツ、水泳、*1901年）
- 11月17日 - 広瀬謙三（愛知県、野球、*1895年）
- 11月25日 - 木村庄之助 (21代)（長野県、相撲、*1889年）
- 11月27日 - ヘレーネ・マディソン（アメリカ、水泳、*1913年）
- 12月11日 - 藤木九三（京都府、登山家、*1887年）